# Liste d'idiotismes gastronomiques en français
Un idiotisme gastronomique est une locution qui emprunte des termes liés à la nourriture, l'alimentation et la cuisine comme métaphore.
- Haut – A
- B
- C
- D
- E
- F
- G
- H
- I
- J
- K
- L
- M
- N
- O
- P
- Q
- R
- S
- T
- U
- V
- W
- X
- Y
- Z

## Métaphores de la nourriture
La façon dont les peuples se nourrissent structure leur organisation sociale (division du travail) et leur perception du réel. Dans toutes les langues, de nombreuses expressions quotidiennes font référence à des aliments ou à la façon de les préparer. La plupart du temps, elles sont utilisées comme métaphores muettes, mais il arrive que l'actualité rende perceptibles les enjeux qui les sous-tendent, comme le montre la détermination d'un restaurateur américain qui alimenta la décision du Congrès des États-Unis de débaptiser les french fries (les frites) des cafétérias, en 2003, pour en faire des freedom fries, signifiant qu'il ne digérait pas l'affront du refus français de s'embarquer dans l'aventure irakienne. Cette vengeance à chaud avait des précédents : pendant la guerre de 1914-1918, la choucroute américaine, de sauerkraut était devenue freedom cabbage (« chou de la liberté »), locution vite oubliée, tandis que les frankfurters étaient devenues des hot-dogs, idiotisme animalier qui allait faire le tour du monde.
En Californie, les producteurs de pruneaux, chagrins de la contre-publicité dont ils sont victimes à cause de l'idiotisme dried prune (« ridée comme un pruneau »), décident en 2000 de commercialiser leur produit sous l'appellation « prune sèche », le mot « prune » (plum) étant associé en anglais à des images de rondeurs et de fraîcheur juvéniles.
Bien que le thème « idiotismes gastronomiques » n'ait pas fait l'objet de travaux de recherche per se, différentes disciplines se sont attaquées au problème. L'ethnologie, notamment Claude Levi-Strauss dans son ouvrage, Le Cru et le Cuit, s'y est intéressé.
Le structuraliste Roland Barthes consacre quatre articles de ses Mythologies à la thématique de l'alimentation. Les psychologues ont étudié la façon dont certaines métaphores utilisées par les parents définissaient la perception de soi, une approche féministe montre comment les femmes sont amenées à se définir en fonction d'une série de métaphores liées à la nourriture et à la cuisine.
La psychanalyse, notamment lacanienne, est évidemment sensible à la dimension métaphorique du discours, et peut être amenée à étudier le corpus de locutions liées à la nourriture dans le discours des boulimiques ou des anorexiques.

## Petit glossaire d'idiotismes français

### A
- abricot
  - « abricot » : sexe féminin en argot.[réf. nécessaire]
  - « avoir l'abricot en folie » (métaphore sexuelle en argot) : être au comble de l'excitation.[réf. nécessaire]
- andouille
  - « andouille » : imbécile[7].
  - « dépendeur d'andouilles » : triple sot[7].
- artichaut
  - « avoir un cœur d'artichaut » : être tendre, tomber facilement amoureux, être volage[8].
- asperge
  - « une asperge », « une grande asperge » : personne, souvent une fille ou une femme, très grande et mince[9].
  - métaphore du sexe masculin, notamment dans « aller aux asperges » : faire le trottoir, se prostituer.[réf. nécessaire]
- assiette
  - «ne pas être dans son assiette » : ne pas se sentir bien[7].
  - « l'assiette au beurre » : source de profit[7].
  - « face d'assiette » : visage plat[réf. nécessaire].
- auberge
  - « ne pas être sorti de l'auberge » : avoir encore beaucoup de problèmes, de travail, de difficultés[10].
  - « auberge espagnole » : institution ou espace de discussion où les participants ne trouvent rien d'autre à se partager que ce qu'ils auront eux-mêmes apporté[7].
- aubergine
  - « aubergine » : contractuelle (à Paris, policière, préposée au contrôle du stationnement) dont l'uniforme est de la couleur de l'aubergine. Fut appelée « pervenche » au temps du précédent uniforme[réf. nécessaire].
  - métaphore du sexe masculin, notamment à l'écrit par l'intermédiaire de l'émoji (🍆), sur les smartphones[réf. nécessaire].

### B
- bacon
  - « avoir du bacon » (Québec) : avoir de l'argent[réf. nécessaire].
  - « faire le bacon » (Québec) : faire une crise, particulièrement utilisé lorsqu'un enfant se roule par terre, bougeant tel une tranche de bacon crépitant dans une poêle[11].
- baloney
  - « avoir un os dans le baloney » : avoir un problème, un pépin[12].
- banane
  - « avoir la banane » : être souriant, heureux ; être en forme[réf. nécessaire].
  - « ne pas avoir inventé la machine à cintrer les bananes » : se dit d'une personne sotte, sans aucune créativité[réf. nécessaire].
  - « république bananière » : pays dirigé par un gouvernement corrompu[réf. nécessaire].
- beurre
  - « faire son beurre » : faire des profits souvent illicites[7].
  - « mettre du beurre dans les épinards » : améliorer sa situation[7].
  - « vouloir le beurre et l'argent du beurre » ou « vouloir le beurre, l'argent du beurre et le sourire de la crémière » : tout vouloir, sans contrepartie[réf. nécessaire].
  - « et ta sœur ? », ou « Et ta sœur ? elle bat le beurre » : de quoi je me mêle[13] !
  - « promettre plus de beurre que de pain » : promettre plus qu'on ne peut donner[7].
  - « fondre comme beurre au soleil », « fondre comme du beurre » : disparaître à toute vitesse[13].
  - « être tout en beurre » ou « avoir des mains de beurre » : être mou[7].
  - « entrer comme dans du beurre » : entrer très facilement[13].
  - « compter pour du beurre » : compter pour rien[13].
  - « pas plus de… que de beurre en branche, ou en broche » : rien[13].
  - « œil au beurre noir » : œil meurtri après un coup[7].
  - « beurré comme un p'tit Lu » : ivre mort[14].
  - « bof » : beurre, œuf, fromage [réf. nécessaire]
  - « être comme pain et beurre » : personnes inséparables, se dit de personnes ou choses indissociables, qui viennent logiquement par deux[réf. nécessaire].
  - « ne pas avoir inventé le fil à couper le beurre » : être d’une intelligence réduite, un peu benêt ; ne pas être très malin[15].
  - « inventer le fil à couper le beurre » : faire une proposition ridicule, à laquelle tout le monde avait déjà pensé : « Il va encore nous inventer le fil à couper le beurre[15] ! » Souvent à la forme négative : « Il n'a pas inventé le fil à couper le beurre. » (cf. inventer l'eau tiède).
- biscuit
  - « tremper son biscuit » : pénétration du sexe masculin lors de l'acte sexuel[16].
  - « avoir des biscuits » : avoir de quoi faire face à une situation (arguments, argent, relations…) qui pourrait peut-être paraître délicate. « Ne pas s'embarquer sans biscuits »[réf. nécessaire].
- blé
  - « avoir du blé » : avoir de l'argent[réf. nécessaire].
  - « être fauché comme les blés » : ne plus avoir d'argent[réf. nécessaire].
- bol
  - « en avoir ras le bol » : en avoir assez, être exaspéré, être excédé[réf. nécessaire].
  - « avoir du bol » : avoir de la chance[réf. nécessaire].
  - « coupe au bol » : style de coiffure (obtenue en appliquant un bol sur la tête puis en coupant tout ce qui dépasse)[réf. nécessaire].
- bonbon
  - « coûter bonbon » : être très onéreux[réf. nécessaire].
  - « casser les bonbons » (populaire) : importuner beaucoup[17].
- bouchée
  - « n'en faire qu'une bouchée » : dominer facilement, en venir aisément à bout[réf. nécessaire].
  - « pour une bouchée de pain » : pour (presque) rien[réf. nécessaire].
  - « bouchée de roi » : mets excellent (digne d'un roi)[18].
  - « mettre les bouchées doubles » : accélérer l'accomplissement de quelque chose[réf. nécessaire].
- boudin
  - « C'est un boudin, un petit boudin » : « fille mal faite[19]».
  - « faire du boudin » : bouder[réf. nécessaire].
  - « tourner en eau de boudin » : se dit d'une situation ou d'une conversation qui tourne mal, qui dégénère[réf. nécessaire].
  - « clair comme du jus de boudin » : une explication trouble, confuse[réf. nécessaire].
- bouillie
  - « faire de la bouillie pour les chats » : faire un travail totalement raté, qui ne pourra être d'aucune utilité[réf. nécessaire].
- bouillon
  - « boire le bouillon » : avaler de l'eau en nageant (cf. boire la tasse), subir des pertes importantes à la suite d'une mauvaise spéculation[réf. nécessaire].
  - « bouillon de onze heures » : breuvage empoisonné, poison[20].
  - « boire le bouillon de onze heures » : passer de vie à trépas[réf. nécessaire].
- bouteille
  - « prendre de la bouteille » : prendre de l'âge, vieillir[réf. nécessaire].
  - « avoir de la bouteille » : avoir de l’expérience[réf. nécessaire].
  - « c'est la bouteille à l'encre » : c'est très obscur (en parlant d'un discours, d'une situation, d'un débat autour d'une question controversée)[réf. nécessaire].
- brioche
  - « prendre de la brioche » : prendre du ventre, grossir[21].

### C
- café
  - « fort de café » : impensable[22].
  - « faire le café » : être bon ou bonne à tout faire (se dit aussi bien d'un objet matériel ou immatériel que d'une personne)[réf. nécessaire].
- cake
  - « démouler un cake » : déféquer[réf. nécessaire].
  - « faire son cake » : avoir un comportement physique prétentieux.
  - « tronche de cake » : imbécile[23].
- carafe
  - « n'avoir rien dans la carafe, dans le carafon » : imbécile, qui ne comprend rien[réf. nécessaire].
  - « rester en carafe » : rester tout seul, être oublié[réf. nécessaire].
  - « tomber en carafe » : tomber en panne (en général pour une voiture)[réf. nécessaire].
- carotte
  - « les bœuf-carottes » : la police des polices[réf. nécessaire].
  - « Les carottes sont cuites » : tout est perdu. Il n'y a plus aucun espoir[réf. nécessaire].
  - « marcher à la carotte » : n'accepter d'agir que poussé par l'appât d'un gain, fût-il illusoire[24].
  - « carotte » : petite escroquerie, duperie, supercherie (a donné le verbe « carotter »)[24].
  - « tirer une carotte à quelqu'un » / « carotter » : soutirer habilement quelque chose[25].
  - « tirer la carotte » : être un tire-au-flanc[réf. nécessaire].
  - « jouer la carotte » : jouer d'une manière mesquine, en ne hasardant que très peu[24].
  - « ne vivre que de carottes » (vieilli) : vivre chichement[26].
  - « ficelé comme une carotte (de tabac) » : habillé très serré[24].
  - « poil de carotte » : roux, personne à poil roux[réf. nécessaire].
  - manier le bâton et la carotte : motiver alternativement par la menace et la récompense[réf. nécessaire].
- casserole
  - « passer à la casserole » : être soumis à une dure épreuve, ou en parlant d'une femme, être contrainte à une relation sexuelle[27].
  - « chanter comme une casserole » : chanter faux[28].
  - « traîner des casseroles » : avoir la réputation d'avoir trempé dans des affaires pas très nettes[réf. nécessaire].
- cerise
  - « c'est la cerise sur le gâteau » : le petit détail qui parfait une réalisation ou au contraire, selon le contexte, un élément final défavorable (« le pire », « le comble »), synonyme, dans ce cas, de « c'est le bouquet[29]».
  - « au temps des cerises » : au printemps; dans un avenir radieux, par référence à la chanson[réf. nécessaire].
  - « avoir la cerise » : être chanceux (cf. au contraire « avoir la guigne » : être malchanceux)[réf. nécessaire].
  - « se refaire la cerise » : reprendre des forces, se refaire une santé[réf. nécessaire].
- chair
  - « manger de la chair par les deux bouches » : se disait au Moyen Âge d'une « femme sexuellement affamée[30] ».
- champignon
  - « appuyer sur le champignon » : accélérer en actionnant la pédale d'accélérateur d'un véhicule à moteur[31].
  - « pousser (venir) comme un champignon » : se développer rapidement[32].
  - « ville champignon» : une ville nouvelle qui s'est développée très rapidement, à l'instar des sporophores.[réf. nécessaire]
  - « champignon atomique » : nuage formé lors d'une explosion nucléaire[réf. nécessaire].
  - « né comme un champignon » (ironique) : né apparemment de nulle part, comme un champignon, c'est-à-dire de père inconnu[réf. nécessaire].
- charbon
  - « être sur les charbons ardents » : éprouver une vive impatience, souffrir d'une attente comme d'une brûlure; être en manque, attendre impatiemment une satisfaction sexuelle promise, mais qui tarde à venir[réf. nécessaire].
  - « aller au charbon » : aller au travail ; se charger d'effectuer une tâche pénible.
- châtaigne
  - « se prendre une châtaigne » : recevoir un choc électrique[29].
  - « donner (ou recevoir) une châtaigne » : donner (ou recevoir) un coup[29].
- chocolat
  - « être chocolat » : se faire duper ; ne pas obtenir ce que l'on escomptait[réf. nécessaire].
  - « nager dans du chocolat » : perte de temps ; effort inutile[réf. nécessaire].
- chou(x)
  - « en faire ses choux gras » : en tirer profit, s'en délecter[réf. nécessaire].
  - « bout de chou » : petit enfant[réf. nécessaire].
  - « être chou » : être mignon[réf. nécessaire].
  - « être dans les choux » : être le dernier d'un classement[réf. nécessaire].
  - « faire chou blanc » : échouer dans une démarche, une entreprise[réf. nécessaire].
  - « ne pas valoir un trognon de chou » : n'avoir aucune valeur[33].
  - « rentrer dans le chou » : heurter violemment ou attaquer de front[33].
  - « c'est bête comme chou » : c'est facile à comprendre ou à réaliser[34].
  - « faire ses choux gras » : faire du profit, gagner de l'argent[réf. nécessaire].
  - « une feuille de chou » : un journal sans intérêt[réf. nécessaire].
  - " ménager la chèvre et le chou" : opinion non tranchée qui satisfait des intérêts ou des avis opposés, sans jamais affirmer ses propres positions[réf. nécessaire]
- choucroute
  - « pédaler dans la choucroute » : déployer une activité totalement inefficace[réf. nécessaire].
  - « avoir une choucroute sur la tête » : avoir les cheveux très frisés[réf. nécessaire].
  - « aucun rapport avec la choucroute » : comparaison inopportune[réf. nécessaire].
- citron
  - « presser quelqu'un comme un citron » : en tirer tout le profit possible, l'exploiter au maximum[réf. nécessaire].
  - « ne rien avoir dans le citron » : imbécile, qui ne comprend rien[réf. nécessaire].
- citrouille
  - « avoir la tête comme une citrouille » : se sentir mal, avoir une migraine[réf. nécessaire].
  - « ne rien avoir dans la citrouille » : être étourdi(e)[réf. nécessaire].
- cochon
  - « on n'a pas élevé les cochons ensemble » : Ne faisons pas de familiarités[réf. nécessaire].
  - « manger comme un cochon » : manger salement[réf. nécessaire].
  - « copains comme cochons », « s'entendre comme cochons en foire » : personnes qui s'entendent très bien, se soutiennent[réf. nécessaire].
  - « tête de cochon » : personne têtue, désagréable[réf. nécessaire].
- concombre
  - « se taper du concombre » : se payer d'illusions[réf. nécessaire].
- confiture
  - « donner de la confiture à des cochons » : gâcher en donnant à qui ne saura en profiter ; on dit aussi « donner des perles aux cochons » (proverbe biblique ancien)[réf. nécessaire].
- coq
  - « comme un coq en pâte » : très confortablement[réf. nécessaire].
- cornichon
  - « cornichon » : sot, niais, nigaud, que l'on dupe facilement[réf. nécessaire].
  - « idiot comme un cornichon dans son bocal » : peu futé[réf. nécessaire].
- coupe
  - « il y a loin de la coupe aux lèvres » : il peut parfois s'écouler un long délai entre l'élaboration d'un projet et sa réalisation effective[réf. nécessaire].
- courge
  - « cette personne est une vraie courge » : cette personne n'est pas très intelligente[réf. nécessaire].
- court-bouillon
  - « se mettre la rate au court-bouillon » : se faire du souci, ou se donner du mal pour quelque chose[réf. nécessaire].
- couteau
  - « à couteaux tirés » : se dit d'une ambiance ou d'une situation très tendue entre plusieurs personnes[réf. nécessaire].
  - « un brouillard à couper au couteau » : un brouillard très épais[réf. nécessaire].
  - « match au couteau » : une rencontre où chacun des adversaires, de niveaux identiques, ne parvient à distancer l'autre de manière significative, où l'avantage change constamment de camp[réf. nécessaire].
  - « avoir des couteaux dans les yeux » : regarder quelqu'un méchamment (souvent avec raison), comme si la personne avait des couteaux pointés vers la personne qui la dérange[réf. nécessaire].
  - « avoir des couteaux dans le dos » : être trahi[réf. nécessaire]
  - « être comme une poule qui a trouvé un couteau » : se trouver incapable d'agir par manque de savoir-faire[réf. nécessaire].
  - « remuer le couteau dans la plaie » : rendre une situation ou une douleur encore plus pénible qu'elle ne l'est déjà[réf. nécessaire].
- crème
  - « ça passe crème » : ça se passe bien[35]
  - « c'est la crème des hommes » : c'est le meilleur des hommes[réf. nécessaire].
  - « la crème de la crème » : le meilleur.
  - « être crème » : être malveillant[36]
  - « être fait crème » ; être dupé[réf. nécessaire]
- crêpe
  - « retourner quelqu'un comme une crêpe » : faire changer d'avis quelqu'un en peu de temps[réf. nécessaire].
  - « aplatir comme une crêpe » : réduire à une faible épaisseur, faire taire quelqu'un en l'amenant à exprimer sa soumission[réf. nécessaire].
- croûte
  - « casser la croûte » : manger[réf. nécessaire].
  - « gagner sa croûte » : gagner sa vie en exerçant son métier[réf. nécessaire].
- cuillère
  - « en deux coups de cuiller à pot » : très rapidement, sans difficulté apparente[réf. nécessaire].
  - « ne pas y aller avec le dos de la cuillère » : agir sans ménagement, de façon brutale[réf. nécessaire].
  - « être à ramasser à la petite cuillère » : être en piteux état, ne plus avoir aucune énergie[37].
- cuisson
  - « être un dur à cuire » : être opiniâtre, avoir du caractère, avoir une santé de fer[réf. nécessaire].
  - « les carottes sont cuites » : tout est perdu. Il n'y a plus aucun espoir[réf. nécessaire].
  - « il t'en cuira » : tu vas le regretter[réf. nécessaire].

### E
- eau
  - « (il y a) de l'eau dans le gaz » : il y a quelque chose d'anormal, qui cloche[réf. nécessaire].
  - « compte là-dessus et bois de l'eau » : la promesse ne sera jamais tenue[réf. nécessaire].
  - « c'est clair comme de l'eau de roche » : se dit de quelque chose d'évident ou qui a été bien expliqué[réf. nécessaire].
  - « en avoir l'eau à la bouche » : saliver de gourmandise[réf. nécessaire].
  - « être comme un poisson dans l'eau » : être (très) à l'aise[réf. nécessaire].
- échalote
  - « faire la course à l'échalote » : faire la course pour le pouvoir[29].
  - « pousser comme une échalote » : grandir rapidement[réf. nécessaire].
  - « mince/maigre comme une échalote » : illustre la taille, expression utilisée au Canada et faussement basée sur le mot « échalote[38] ».
- écrevisse
  - « avoir une écrevisse dans le vol-au-vent » : être un peu dérangé, être timbré[39].
- épinard
  - « mettre du beurre dans les épinards » : gagner un peu plus d'argent, améliorer son ordinaire[réf. nécessaire].

### F
- farine
  - « rouler quelqu'un dans la farine » : duper quelqu'un, lui mentir[réf. nécessaire].
- fayot
  - « faire le fayot » : faire tout pour se faire bien considérer[réf. nécessaire].
- figue
  - « mi-figue, mi-raisin » : ambigu, dubitatif[réf. nécessaire].
- flan
  - « c'est du flan » : ce n'est pas sérieux, ce n'est pas vrai[40].
  - « faire un flan » : réagir d’une manière exagérée.
- fourchette
  - « avoir un joli coup de fourchette » : être un gros mangeur[41].
- fraise
  - « sucrer les fraises » : avoir des tremblements nerveux, être sénile[42].
  - « ramener sa fraise » : intervenir de façon inopportune[43].
  - « échelle à cueillir les fraises » : moyen absurdement compliqué d'accomplir une tâche. v. « tirer les mouches au canon ».
  - « aller aux fraises » : avoir un pantalon trop court.
  - « être aux fraises » : être déconnecté de la réalité, être à côté de la plaque.
- frite
  - « avoir la frite » : être en pleine forme.
  - « se friter » : se battre.
- fromage
  - « en faire tout un fromage » : donner une importance disproportionnée à une affaire.
  - « être dans le fromage » : se trouver dans une situation privilégiée[44].

### G
- galette
  - « galette » : somme d'argent importante.
  - « cracher/taper/poser une galette » : vomir.
- gâteau
  - « c'est du gâteau » : se dit d'un travail facile.
  - « la cerise sur le gâteau » : le petit détail final qui parfait une réalisation.
  - « papa/maman gâteau » : parents qui chouchoutent leurs enfants.
- graine
  - « casser une petite graine » : manger.
  - « graine de chenapan » : gamin facétieux.
  - « mauvaise graine » : personne asociale.
  - « prends-en de la graine ! » : prends exemple !
- grappe
  - « lâcher la grappe » : laisser tranquille.
- gratin
  - « gratin » : élite sociale.
  - « c'est gratiné ! » : surprise teintée de désapprobation face à une situation loufoque.
- gril
  - « être sur le gril » : être de façon peu agréable sous le feu des projecteurs ; être dans une situation où on est jugé (entretien, interview, interrogatoire…).
  - « se faire griller » : être pris en flagrant délit; se faire devancer par un concurrent pour l'obtention d'un avantage.
- guigne
  - « porter la guigne » : attirer le malheur[32].
  - « se soucier de quelque chose ou quelqu'un comme d'une guigne » : n'y attacher aucune importance, s'en moquer[32].

### H
- haricot
  - « c'est la fin des haricots » : tout est perdu[45].
  - « courir sur le haricot de quelqu'un » : importuner quelqu'un[46].
- huile
  - « jeter de l'huile sur le feu » : attiser une envie, une dispute, envenimer une situation[7].
  - « une huile » (familier) : haut personnage[7].
  - « une mer d'huile » : une mer très calme, sans vague[7].
  - « tout baigne dans l'huile » : tout va très bien.

### J
- jambon
  - « faire la tranche de jambon » : occuper la position médiane dans une relation à trois.
  - « se faire prendre pour un jambon » : se faire prendre pour un imbécile.

### L
- louche
  - « serrer la louche à quelqu'un » : lui serrer la main[7].
  - « à la louche » : approximativement, en gros.
- lapin
  - « fait avec de l'acier à ferrer les lapins » : pas très solide.
  - « poser un lapin » : ne pas honorer un rendez-vous.
- lard
  - « gros lard » (familier) : se dit d'une personne présentant un embonpoint important.
  - « rentrer dans le lard » : attaquer de front, violemment, se dit aussi d'un argument violent, heurtant directement une personne.
  - « on ne sait pas si c'est du lard ou du cochon » : on ne sait pas si la proposition est sérieuse.
  - « tête de lard » : têtu.
- légume
  - « c'est un légume » : personne sans réaction, d'attitude végétative.
  - « c'est une grosse légume » : personne d'un rang social important.

### M
- manger
  - « manger les pissenlits par la racine » : être mort et enterré.
  - « manger sur le pouce » : manger frugalement, sans cérémonie.
  - « les loups ne se mangent pas entre eux » : les gens malhonnêtes ne se nuisent pas.
  - « manger son chapeau » : être contraint de changer radicalement d'opinion, « retourner sa veste » sous la pression des circonstances [47].
  - « manger la grenouille » : dépenser des sommes dont on n'est que le dépositaire.
  - « manger dans la main de quelqu'un » : être soumis et dépendant de quelqu'un.
- marmite
  - « faire bouillir la marmite » : assurer la subsistance, l'entretien d'un ménage[7].
- marron
  - « tirer les marrons du feu » : prendre des risques pour quelqu'un d'autre : image de quelqu'un qui se brûle en retirant les marrons, alors que c'est un autre qui les mange (tiré de la fable de Jean de La Fontaine, Le Singe et le Chat). Cette expression est souvent incorrectement comprise et utilisée à contre-sens, celui qui tire les marrons du feu étant le profiteur.
  - « se prendre un marron » : recevoir un coup violent.
- mayonnaise
  - « la mayonnaise prend » : la situation prend une tournure favorable.
  - « faire monter la mayonnaise » : échauffer les esprits, dramatiser une situation, jeter de l'huile sur le feu[48].
- mélasse
  - « être dans la mélasse » : se trouver dans une très mauvaise situation[7].
- melon
  - « prendre le melon » : être vaniteux.
- miche
  - « miches » : fesses ou seins (selon les habitudes de langage) charnus.
- miel
  - « en faire son miel » : se servir des matériaux, des documents que l'on a amassés[49].
- moelle : dès la fin du XIIe siècle, la moelle désigne, en plus de la substance molle que l'on trouve à l'intérieur des os, ce qu'il y a d'essentiel, en particulier dans une œuvre de l'esprit[50].
- moule
  - « moule » : sexe féminin en argot.
- moutarde
  - « la moutarde lui monte au nez » : la colère le gagne; l'impatience l'envahit.

### N
- navet
  - « jus (sang) de navet » : anémique, qui manque d'énergie, de courage, de combativité[51].
  - « navet » (en parlant d'une œuvre artistique, et particulièrement d'un film) : nul, sans aucun intérêt[51].
  - « champ de navets » : cimetière[52].
  - « toujours un navet à racler » : avoir toujours quelque chose à rajouter.
  - « poser un navet » : déféquer lourdement[53].
- nèfle
  - « des nèfles ! » : se dit d'une chose qui n'a aucune valeur.
- nougat
  - « nougat » : en argot, les pieds. En jargon de poilu, un fusil.
- nouille
  - « nouille » : personne niaise et peu énergique (« quelle nouille ! » ; « un vrai plat de nouilles » ; « je suis une nouille pleine de beurre[54] »).
  - « avoir le cul bordé de nouilles » : être très chanceux.
  - « tremper sa nouille » : avoir des relations sexuelles (pour un homme).

### O
- œuf
  - « œuf de Colomb » : il fallait y penser, solution simple.
  - « marcher sur des œufs » : se comporter avec une très grande prudence dans une situation délicate[55].
  - « envoyer quelqu'un se faire cuire un œuf » : éconduire.
  - « crâne d'œuf » : chauve.
  - « on ne rase pas un œuf » : il n'y a rien à tirer d'une personne désargentée.
  - « mettre tous ses œufs dans le même panier » : faire dépendre une entreprise d'un seul élément.
  - « poule aux œufs d'or » : activité très enrichissante sans grand effort.
  - « qui vole un œuf, vole un bœuf » : quelle que soit la valeur du vol, la faute morale est la même.
  - « tuer dans l'œuf » : neutraliser, abandonner un projet avant sa réalisation.
  - « plein comme un œuf » : archi-rempli, ne pouvant plus rien contenir de plus.
  - « avoir l’œuf » : être malade.
- oignon
  - « oignon » désigne la bursite, la bosse qui fait saillie sur un pied déformé par le hallux valgus.
  - « oignon » (argotique) : cul (d'où l'expression argotique « l'avoir dans l'oignon » : subir un échec)
  - « oignon » : montre à gousset, pendant au bout d'une chaîne.
  - « s'occuper de ses oignons » : se mêler de ses propres affaires et pas de celles des autres.
  - « en rang d'oignons » : à la file, sur une seule ligne[7].
  - « aux petits oignons » : avec un soin tout particulier[7].
- olive
  - « changer l'eau des olives (populaire) : uriner (chez l'homme).
  - « rameau d'olivier : symbole de paix.
- omelette
  - « on ne fait pas d'omelette sans casser des œufs » : on n'obtient rien sans courir de risques[56].
- orange
  - « apporter des oranges » : rendre visite à quelqu'un (en prison ou à l'hôpital[57]).
  - « une peau d'orange » : cellulite.
  - « presser l'orange (et jeter l'écorce) » : exploiter quelqu'un honteusement ; même expression avec « citron ».
  - « passer à l'orange bien mûr(e) » : ne pas s'arrêter au feu de signalisation orange alors que celui-ci passe au rouge.
- oseille
  - « oseille » : argent, richesse.
  - « la/le faire à l'oseille (à qqn) » : essayer de faire accroire (quelque chose à quelqu'un), chercher à impressionner, à duper[58].

### P
- pain
  - « pain » : (« mettre un (gros) pain ») en musique, fausse note, erreur grossière, couac, canard, bourde, se planter.
  - « avoir du pain sur la planche » : avoir beaucoup de travail, de tâches à accomplir. Cette expression a curieusement changé de signification car Littré donnait, dans son dictionnaire, « avoir du pain (cuit) sur la planche » pour un moment où l'on peut au contraire se reposer… avant de devoir le couper…[59].
  - « ça ne mange pas de pain » : se dit d'une initiative anodine, d'un acte sans conséquence.
  - « être bon comme le pain blanc » : être généreux, gentil, serviable.
  - « avoir mangé son pain blanc » : avoir commencé par le meilleur.
  - « gagner son pain à la sueur de son front » : exercer un métier ou un travail très pénible.
  - « (lui) mettre un pain » : frapper quelqu'un.
  - « retirer le pain de la bouche » : empêcher de gagner sa vie.
  - « se vendre comme des petits pains » : se vendre très facilement.
  - « gagne-pain » : ce qui permet à une personne de gagner sa vie.
  - « embrasser comme du bon pain » : embrasser familièrement et avec plaisir.
  - « c'est pain bénit » ou « c'est du pain bénit » : c'est une bonne affaire qui tombe bien à propos.
  - « tremper son pain de larmes » : être désespéré[60].
  - « long comme un jour sans pain » : se dit d'une situation ou d'un moment où l'on éprouve un grand ennui.
  - « pour une bouchée de pain » : pour une somme modique.
  - « tu veux du pain ? » (familier) : tu veux quoi ?
  - « planche à pain » (familier) : fille sans formes, plus particulièrement au niveau de la poitrine.
- patate
  - « avoir la patate » : être énergique, en grande forme.
  - « être dans les patates » : ne pas comprendre, penser à quelque chose d'autre que ce qui est sous-entendu.
  - « le trou aux patates » : la bouche (terme argotique).
  - « patate ! » : (injurieux) idiot, stupide[7].
  - « avoir la patate qui bat » : avoir le cœur qui bat rapidement après un effort ou un stress.
  - « passer une patate chaude » : se débarrasser d'un problème épineux en en transmettant la responsabilité à quelqu'un d'autre.
  - « mettre une patate » : donner un coup de poing.
  - « en avoir gros sur la patate » : être très déçu, triste, parfois presque au bord des larmes.
- pâte
  - « être comme un coq en pâte » : se trouver dans une situation de confort douillet, avoir tout à satiété[61].
  - « être bonne pâte » : avoir bon fond, un bon caractère.
  - « mettre la main à la pâte » : collaborer, aider à un travail.
- pâté
  - « pâté d'alouette et de cheval » : duperie se présentant comme équitable ; se dit également « une alouette pour un cheval[62] ».
  - « être dans le pâté » : être très fatigué, ou sous le coup d’une gueule de bois ; variante : « avoir la tête dans le pâté ».
  - « hacher menu comme chair à pâté » : réduire en pièces.
  - « sentir le pâté » : répandre une odeur délétère, n'être pas fréquentable ; (situation) devenir préoccupant.
- pâtée
  - « mettre la pâtée » : infliger une défaite humiliante et sans appel.
- pêche
  - « avoir la pêche » : être en pleine forme.
  - « poser » ou « déposer une pêche » : déféquer[63].
- pétrin
  - « être dans le pétrin » : être dans une situation délicate, embarrassante, d'où il semble impossible de se sortir.
- petit pois
  - « alignés comme des petits pois » : répartis selon un schéma uniforme.
  - « avoir un petit pois dans la cervelle » : ne pas être futé.
- pintade
  - « ne pas en ch**r une pintade » (vulgaire) : ne pas en faire une grande affaire.
- pistache
  - « avoir une pistache » : être ivre[64].
  - « prendre, ramasser une pistache » : s'enivrer[64].
- plat
  - « en faire tout un plat » : donner une importance disproportionnée à une affaire.
  - « mettre les petits plats dans les grands » : faire beaucoup de frais pour plaire[7].
  - « mettre les pieds dans le plat » : aborder maladroitement un sujet à éviter sans s'en rendre compte, ou au contraire, faire exprès d'aborder une question gênante.
- pogo
  - « ne pas être le pogo le plus dégelé de la boîte » : ne pas être la personne la plus futée du groupe[65] (idiotisme québécois).
- poire
  - « être une poire », « être bonne poire » : être naïf, peu méfiant, donc facile à duper.
  - « entre la poire et le fromage » : à la fin du repas, quand l'atmosphère est détendue.
  - « c'est pour ta poire ! » (sympathique/familier) : c'est pour toi !
  - « couper la poire en deux » : parvenir à un compromis.
  - « garder une poire pour la soif » (familier) : garder un peu d'épargne en prévision des temps plus difficiles.
- poireau
  - « faire le poireau », « poireauter » : attendre longuement[66].
  - « faire dégorger le poireau » (vulgaire) : éjaculer.
- poivre
  - « poivre et sel » : se dit d'un mélange de poils (ou de cheveux) foncés et blancs.
- pomme
  - « pomme » : personne crédule, naïve[29].
  - « pomme de discorde » (mythologie grecque) : sujet d'une dispute, casus belli[30]; point sur lequel on ne peut jamais se mettre d'accord.
  - « pomme à l'eau/à l'huile[67] » : imbécile, « banane[29] ».
  - « pomme d'Adam » : pointe du larynx proéminente chez l'homme.
  - « bonne pomme » (et moi… bonne pomme) : indulgent, trop bon, voire naïf[29], ou encore être de bonne composition, plaisant, serviable.
  - « brut de pomme » : tel quel (équivalent à « brut de fonderie », « brut de décoffrage »)[29].
  - « c'est pour ma pomme » : c'est pour moi[29].
  - « croquer la pomme / cueillir la pomme » : faire l'amour[29].
  - « en avoir gros sur la pomme » : être dépité, affecté[29].
  - « être aux pommes » : réussi[29].
  - « haut comme trois pommes » : de très petite taille.
  - « ma pomme » : moi-même.
  - « se payer la pomme de quelqu'un » : se moquer de quelqu'un[29].
  - « se sucer la pomme » : s'embrasser goulûment (French kiss)[29].
  - « tomber dans les pommes » : s'évanouir, tomber en pâmoison.
- potage
  - « être chaude sur le potage [réf. nécessaire]» : se disait au Moyen Âge d'une « femme sexuellement affamée » ; elle « mange de la chair par les deux bouches[30] ».
  - « être/nager dans le potage » : ne pas comprendre la situation.
  - « une couille dans le potage » : expression familière, il y a un problème avéré sans cause nettement identifiée[68].
- prune
  - « des prunes ! » (exclamation) : refus ironique.
  - « donner une prune pour deux œufs » : faire un marché de dupe.
  - « pour des prunes » : pour rien, sans aucun profit.
  - « une prune » : une contravention.
  - « prune » : coup, projectile d'arme à feu.
  - « prunes » (pluriel/argot) : testicules.
  - « secouer quelqu'un comme un prunier » : secouer vigoureusement, rabrouer.
- pruneau
  - « pruneau » : coup, projectile d'arme à feu.
- purée
  - « purée de pois » : brouillard[7].
  - « balancer la purée » (argotique) : se mettre à tirer en rafales nourries.
  - « envoyer la purée » (vulgaire) : éjaculer.

### Q
- quenelle
  - « glisser une quenelle » : expression grivoise qui évoque la sodomie (geste à l'appui). Elle est utilisée depuis quelques années, notamment par l'humoriste Dieudonné M'Bala M'Bala, dans ses spectacles au Théâtre de la Main d'Or, et elle s'est répandue sur la toile. « Mettre /poser / glisser une quenelle à quelqu'un ou à un groupe de personnes » : se moquer de lui (d'eux) en feignant de les humilier sexuellement[réf. nécessaire].

### R
- radis
  - « radis » (populaire) : argent (« n'avoir plus un radis en poche »)[69].
  - « radis » (au pluriel, populaire) : orteils[69].
  - « être creux comme un radis » : personne inintéressante[29].
- raisin
  - « le raisin » : le sang (« Fais-leur sortir le raisin ! Faut qu'ça saigne ! Bien fort[70] ! »).
  - « les raisins sont trop verts » (ironique) : la chose n'est pas assez bonne[71].
  - « mi figue-mi raisin » : ambigu, dubitatif.
  - « raisins de Corinthe » : testicules[29].
- rhubarbe
  - « passe-moi la rhubarbe, je te passerai le séné » : se dit d'un renvoi d'ascenseur, d'un service échangé contre un autre[72].

### S
- salade
  - « raconter des salades » : dire des mensonges.
  - « panier à salades : fourgon de police.
- salsifis
  - « salsifis (de contrebande) » : pénis d'enfant ou pénis peu viril.
- saladier
  - « ça coûte un saladier ! » : c'est cher (romandisme).
- sandwich
  - « homme-sandwich » : personne déambulant avec des panneaux publicitaires accrochés devant et derrière.
  - « être épais comme un sandwich SNCF » : n'être pas très musclé. (« c'est vrai que j'suis épais comme un sandwich SNCF », Renaud, dans la chanson Marche à l'ombre).
- sauce
  - Au Canada francophone, le terme « sauce » peut signifier une histoire non fondée. Par exemple : « Tu dis de la sauce » ; « C'est de la sauce » ; « Cette personne est une maître saucière ».
  - « mettre toute la sauce » : pousser un moteur à sa plus forte puissance[7] et au figuré forcer la dose pour abuser[73].
  - « mettre quelqu'un à toutes les sauces » : lui faire exécuter toutes sortes de travaux, l'employer pour n'importe quelle besogne[73].
  - « se faire saucer » : se faire mouiller abondamment[7], par exemple par une forte pluie ou par extension subir un assaut de critiques défavorables.
  - « envoyer la sauce » : commencer, donner le coup d'envoi.
- sauce blanche
  - « vouloir apprendre à quelqu'un comment on fait la sauce blanche » : vouloir à tout prix donner des conseils à quelqu'un qui sait très bien faire ça tout seul.
- sel
  - « une addition salée » : une note du restaurant élevée.
  - « mettre son grain de sel » : s'immiscer, en général mal à propos, dans une conversation ou une affaire.
- semoule
  - « pédaler dans la semoule » : patauger, perdre ses moyens, perdre le fil de ses gestes, de ses pensées, de ses paroles[74].
- Seven-up
  - « ne pas se prendre pour un 7up flat » : se dit de quelqu'un de condescendant, prétentieux, qui fait preuve de snobisme[75].
- soupe
  - « aller à la soupe » : suivre quelqu'un par intérêt personnel[7].
  - « être trempé comme une soupe » : être bien mouillé, par exemple par un orage soudain (la soupe étant le morceau de pain sur lequel on verse le potage).
  - « arriver ou tomber comme un cheveu sur la soupe » : arriver ou tomber mal à propos.
  - « cracher dans la soupe » : critiquer ce qui constitue pourtant (ou a longtemps constitué) son gagne-pain, avant de changer de « ratelier[7] ».
  - « être soupe au lait » : qui change rapidement d'humeur, qui s'emporte facilement[76].
  - « c'est de la soupe ! » : se dit d'une musique guimauve mais aussi d'une mer ou d'une piscine où l'eau est trop chaude.
  - « soupe à la grimace » : repas ou situation en présence d'une personne désagréable[7].
- soupière
  - « en avoir ras la soupière » : en avoir assez, en avoir par-dessus la tête.
  - « se racler la soupière » : concentrer sa pensée, penser fortement.
- sucre
  - « casser du sucre sur le dos de quelqu'un » : médire de quelqu'un.
  - « sucrer les fraises » : être agité d'un tremblement incontrôlable[42].

### T
- tarte
  - « ce n'est pas de la tarte » : ce n'est pas facile, ce n'est pas une mince affaire.
  - « tarte » : baffe, gifle[77].
  - « tarte à la crème » : une expression évoquant une banalité, un poncif, une platitude.
- tasse
  - « boire la tasse » : avaler de l'eau en se baignant, subir un revers financier.
- thé
  - « ce n'est pas ma tasse de thé » : ce n'est pas mon sujet de prédilection, mon occupation favorite; ça n'entre pas vraiment dans mes préoccupations habituelles. Référence à Proust, et aux manières anglaises.
- tomate
  - « être rouge comme une tomate » : avoir le visage rouge.
- toast
  - « porter un toast » : lever son verre.
- truffe
  - « truffe » et « pauvre truffe » : personne pas très maligne.
- truite
  - « être truite » : ne pas être futée (féminin)

### V
- verre
  - « avoir un verre dans le nez » : être saoul, éméché.
  - « une tempête dans un verre d'eau » : beaucoup d'agitation et de discours contradictoires pour pas grand-chose.
  - « se noyer dans un verre d'eau » : être embarrassé par des riens (cf. « chercher midi à quatorze heures »).
  - « lever son verre » : porter un toast[7].
- vin
  - « mettre de l'eau dans son vin » : modérer ses exigences, se résoudre à faire un compromis.
  - « payer un pot-de-vin » : verser secrètement de l'argent à un personnage influent afin d'obtenir un avantage quelconque (pratique illégale)[78]. À l'origine, un pot-de-vin n'était qu'une commission versée en plus du prix convenu[7].
  - « le vin est tiré, il faut le boire » : ce n'était peut-être pas la meilleure solution, mais maintenant que l'affaire est engagée, il faut aller jusqu'au bout.
- viande
  - « mettre la viande dans le torchon » : aller au lit.
  - « se viander » : se blesser gravement, lors d'un accident, notamment en montagne (argot des alpinistes).
- vinaigre
  - « tourner au vinaigre » : se détériorer à propos d'une situation[7].
  - « on ne prend pas les mouches avec du vinaigre » : on n'obtient pas les faveurs ou les services d'une personne, sans avancer des contreparties pécuniaires[7].
  - « pisse-vinaigre » : personne grincheuse, morose, triste[7].
  - « faut pas rajouter du sel sur le vinaigre » : raconter du n'importe quoi ou bien insister pour rien .
- vol-au-vent
  - « avoir une écrevisse dans le vol-au-vent » : être un peu dérangé, être timbré[39].

### Y
- yaourt
  - « chanter en yaourt » : chanter en produisant des sons qui font penser à une langue réelle.
  - « patauger dans le yaourt » : chercher vainement.

### Z
- zeste
  - « un zeste de » : une petite quantité de…, une pointe, une touche (« un zeste de folie, d'humour, d'originalité »)[79].